# Protestas en Jordania de 2019
Las protestas en Jordania de 2019 fueron protestas masivas y huelgas de maestros durante un mes a causa de los bajos salarios y la prohibición de dos años al sindicato de maestros en Jordania. Miles de personas salieron a las calles en Amán el 9 de septiembre, continuando a diario las protestas callejeras que tenían como objetivo mejores salarios. El movimiento de huelga se lanzó, sin embargo, en todo el país estallando protestas sociales generalizadas contra el gobierno. El movimiento consistió en boicots, huelgas, concentraciones y manifestaciones. También es el movimiento de huelga a nivel nacional más largo en la historia de Jordania. Cientos de personas fueron arrestadas, torturadas o golpeadas en las protestas callejeras. Después de la huelga de un mes, el gobierno de Omar Razzaz anunció nuevas medidas y un acuerdo de pago.